# Armstrong Whitworth Whitley
Армстронг Уитворт A.W.38 Уитли (англ. Armstrong Whitworth A.W.38 Whitley) — один из трёх британских двухмоторных средних бомбардировщиков, состоявших на вооружении Королевских ВВС к началу Второй мировой войны. Снят с вооружения в 1945 году.

## История создания
В 1931 году британское министерство авиации выдало техническое задание на военно-транспортный самолет, который при необходимости можно было использовать и как бомбардировщик. В 1934 году, после окончательного отказа от ограничений, предлагавшихся на Женевской конференции по разоружению, появилось новое задание на тяжелый ночной бомбардировщик.
Задание на разработку нового самолета было выслано фирмам «Виккерс», «Фэйри», «Хэдли-Пэйдж» и «Армстронг-Уитворт». Фирма Армстронг-Уитворт рассматривалась командованием ВВС в качестве приоритетной, так как она располагала уже завершенным проектом A.W.30. Министерство авиации посчитало, что адаптация уже существующего самолета под требование технического задания ВВС ускорит внедрение машины в серийное производство.
Главный конструктор компании Дж. Ллойд должен был приспособить конструкцию самолета A.W.30, который проектировался для чехословацких ВВС, к требованиям технического задания британских ВВС по созданию нового тяжелого бомбардировщика. Новый самолет получил обозначение AW.38. Самолет назвали «Уитли» в честь пригорода Ковентри, где размещался завод фирмы.
В это время была принята программа развития ВВС, где делался упор на увеличение количества бомбардировочных эскадрилий.
С целью ускорения работ министерство авиации нарушило существующую процедуру запуска самолета в серийное производство и решило запустить машину в серию сразу после окончания лётных испытаний.
Для реализации плана по увеличению количества бомбардировщиков, министерство авиации предложило, а кабинет министров одобрил процедуру заказа новых типов самолетов с «чертежной доски». 14 сентября 1934 года были заказаны два опытных образца бомбардировщика, а 23 августа 1935 года был выдан заказ уже на 80 серийных самолетов.
Первый прототип нового самолета поднялся в воздух 17 марта 1936 года, а через три месяца этот самолет был представлен публике на параде королевских ВВС в Хендоне. Первые полеты показали, что характеристики «Уитли» совершенно не удовлетворительны для самолета, которому предстояло стать на вооружение в конце 30-х годов.
Второй прототип строился по техническому заданию, описывающему уже серийный вариант бомбардировщика. Первый полет второй прототип совершил 24 февраля 1937 года. Поставка серийных «Уитли» началась всего через несколько дней после первого полета второго прототипа, в марте 1937 года.

## Производство
Фирма Армстронг-Уитворт получила заказ на 320 бомбардировщиков AW.38, который необходимо было выполнить к 31 марта 1939 года. Таким образом, бомбардировочные эскадрильи получили бы достаточное количество машин на переходный период. Однако производственные мощности фирмы позволяли изготовить лишь 200 самолетов. 30 апреля 1937 года в контракты внесли исправления, аннулировавшие заказ на последние 120 самолетов.
Бомбардировщики AW.38 серийно выпускались на заводе в городе Бэгинтон. За период производства с 1934 по 1943 год было изготовлено два прототипа и 1 812 различных модификаций самолетов «Уитли». Модификации бомбардировщиков отличались изменениями конструкции, силовыми установками и вооружением.

## Конструкция
Армстронг Уитворт AW.38 Уитли — двухмоторный тяжёлый бомбардировщик, моноплан полностью металлической конструкции с убираемым шасси и монококовым фюзеляжем из лёгкого сплава.
Экипаж состоял из пяти человек: пилот, второй пилот, бомбардировщик, радист и задний стрелок. Кресла пилотов располагались бок о бок над бомбоотсеком. Второй пилот выполнял обязанности штурмана, его кресло сдвигалось назад и поворачивалось, обеспечивая доступ к штурманскому столу. Позади пилотов располагался радист.
Крыло — свободнонесущее, широкое, толстого профиля, прямоугольное а плане. Конструкция крыла была запатентована фирмой Armstrong Whitley. Состояло из трех частей — центроплан и две отъёмные консоли. Лонжероны крыла были коробчатой конструкции с фланцами из стальных листов, гофрированных вдоль размаха крыла, перегородки были выполнены из того же материала, но гофрированные вертикально.
Коробчатая конструкция каркаса крыла формировалась при помощи внутренних креплений из стальных труб. Обшивка передней части крыла, до половины хорды, была из ненагруженных металлических листов, задняя часть крыла, за лонжероном, покрывалась полотном. Крыло имело большой установочный угол, что в сочетании с профилем и большой площадью крыла обеспечивало отличные взлетно-посадочные характеристики.
Однако, эта конструктивная особенность привела к тому, что полет машины осуществлялся в «ненормальном» положении: свесив нос при задранном хвосте, что вело к потере скорости.
Для уменьшения пробега при посадке, вдоль задней кромки крыла были установлены щитки с гидроприводом. Это обеспечивало бомбардировщику небольшую посадочную скорость, что было очень удобно для проведения ночных операций. Механизация крыла состояла из элеронов и разрезных закрылков. Каркасы элеронов и закрылков были выполнены из дюралюминия, а обшивка полотно. Закрылки отклонялись на 20 градусов при взлете и на 60 градусов при посадке.
Фюзеляж — цельнометаллический, типа полумонокок с работающей обшивкой. Фюзеляж состоял из трех секций: носовая часть, средняя со встроенным в нее центропланом и хвостовая, начинавшаяся за стабилизатором. Для увеличения технологичности конструкции, обшивка фюзеляжа состояла из плоских панелей и панелей с одинарным радиусом кривизны. Поэтому фюзеляж имел коробчатое сечение.
В средней части фюзеляжа центропланом устанавливался бензобак, под центропланом находился бомбоотсек. Бомбоотсек располагался от кабины экипажа до задней кромки крыла. В хвостовой части фюзеляжа располагался отсек с осветительными ракетами, Для прохода в заднюю часть самолета над бомбоотсеком настелили пол. Створки бомбоотсека имели деревянный каркас и металлическую обшивку.
По левому борту фюзеляжа была установлена откидывающаяся дверь-трап, через которую экипаж попадал в кабину. В случае аварийной ситуации пилоты, радист и передний стрелок покидали самолет через люк под передней турелью, а задний стрелок через свой люк. Пилотам и радисту, чтобы добраться до аварийного люка, нужно было пролезть в прорезь на правой части приборной доски, где находится лаз к месту бомбардира.
Хвостовое оперение — широкий стабилизатор располагался снизу хвостовой части фюзеляжа. Лонжерон стабилизатора проходил насквозь через фюзеляж. Вертикальное оперение двухкилевое. Кили устанавливались на середине размаха стабилизатора и были прикреплены подкосами к фюзеляжу. На передних кромках вертикального оперения были установлены пневматические антиобледенители.
Шасси - двухстоечное с поворотным самоориентирующемся хвостовым колесом. Основные стойки шасси убирались вперед в мотогондолы, при этом вовремя уборки они укорачивались, для уменьшения габаритов, за счет пневмомасляных амортизаторов. Колеса частично выступали из створок ниш для того, чтобы уменьшить повреждения при возможной посадке «на брюхо». Хвостовое колесо не убиралось.
Силовая установка — два двухрядных звездообразных двигателя Армстронг-Сиддли «Тайгер» IX, мощностью по 795 л. с. Воздушные винты трёхлопастные, изменяемого шага — «Де Хевиленд». Двигатели были закрыты удлиненными капотами с коллекторными кольцами сзади. Горючее располагалось в двух крыльевых бензобаках, размещенных в передних секциях консолей крыла (каждый по 827 л) и в одном фюзеляжном — над центропланом (700л). Масляные баки были установлены в мотогондолах.
Вооружение — пулеметы «Льюис» были установлены на турелях «Армстронг-Уитворт» в носовой части фюзеляжа и на корме. Пулеметчики вращали их, крутя педали велосипедного типа; стволы пулеметов поднимались и опускались вручную. Турели были закрыты куполом из перспекса. В дальнейшем на самолете установили подфюзеляжную убирающуюся турель.
В основном бомбоотсеке имелось четыре бомбодержателя, на которые можно было подвесить по одной бомбе весом до 229 кг. Еще 12 бомбоотсеков располагались в центроплане и в консолях крыла. В центропланных бомболюках помещалось по одной бомбе весом 113 кг, а в консольных по бомбе весом в 55 кг. За фюзеляжным бомбоотсеком имелся небольшой отсек для осветительных бомб.
Оборудование — поскольку самолет был дальним ночным бомбардировщиком, его приборное и радиооборудование должно было обеспечить уверенный полет в условиях плохой видимости. На самолете установили автопилот и самый современный по тому времени радиокомпас.

## Боевое применение
К 1 сентября 1939 года бомбардировщики «Уитли» AW.38 состояли на вооружении восьми эскадрилий Бомбардировочного командования Королевских военно-воздушных сил Великобритании (RAF). Остальные самолеты были сведены в 4-ю авиагруппу, в которой находились все модификации бомбардировщиков AW.38. В целом эти самолеты составляли примерно шестую часть парка первой линии Бомбардировочного командования.
Первый боевой вылет бомбардировщики «Уитли» совершили в ночь с 3 на 4 сентября, после вступления Англии в войну; они разбросали над Германией 6 млн листовок. В ночь с 1 на 2 октября три бомбардировщика с грузом листовок появились над Берлином. Руководство Великобритании, опасаясь ответных налетов люфтваффе на территорию страны, не давало разрешения на бомбардировку объектов в Германии. Несколько месяцев английские дальние бомбардировщики возили только макулатуру, воздерживаясь от бомбовых ударов. Однако эта пропагандистская акция не дала ни малейшего эффекта.
Первые бомбы с AW.38 были сброшены на Берлин в ночь на 25 августа 1940 года; из 81 бомбардировщиков участвовавших в этой операции 14 были AW.38. После вступления Италии в войну 36 бомбардировщиков «Уитли» совершили рейд на Геную и Турин, однако только 13 из них отбомбились по назначенным целям; погода и неполадки в двигателях помешали остальным самолетам выполнить полетное задание.
До мая 1940 года королевским ВВС запрещалась бомбежка наземных целей. Ограничения были сняты после вторжения немцев в Бельгию, Нидерланды и Францию и началась полномасштабная воздушная война. Была поставлена задача наносить удары по шоссейным и железным дорогам западнее Рейна, чтобы затруднить переброску подкреплений вермахта к линии фронта. 16 мая «Уитли» впервые атаковали немецкие промышленные объекты — нефтеперегонные заводы восточнее Рейна.
Также бомбардировщики совместно с Береговым командованием несли патрульную службу на Ла-Манше, на западном побережье в районе Бискайского залива. Самолеты AW.38 стали первыми, атаковавшими и потопившими немецкую подводную лодку U-206 в Бискайском заливе.
«Уитли» использовались для буксировки планеров и заброски парашютистов, вооружения и оборудования на оккупированные Третьим рейхом территории для поддержки групп Движения Сопротивления. Также самолеты со снятым вооружением, но с дополнительными топливными баками в бомбоотсеках, регулярно летали из Гибралтара на Мальту, доставляя оборудование на осажденный остров.
С увеличением интенсивности боевых операций и переходом английских ВВС от обороны к наступлению проявились недостатки «Уитли» — тихоходность, малый радиус действия, слабое оборонительное вооружение, отсутствие бронезащиты. Его стали вытеснять более современные самолеты. Из строевых частей королевских ВВС «Уитли» начали передавать для учебных и других вспомогательных целей. AW.38 стали выводить из состава Бомбардировочного командования с апреля 1942 года. После войны все «Уитли» были отправлены на слом.

## Модификации
Два прототипа и следующие типы:
Mk I — 34 самолёта с двигателями Merlin II
Mk II — 46 машин с двигателями Tiger VIII s — superchargers мощностью 845 л. с. В носовой и кормовой частях были установлены турели «Армстронг Уитворт» с 7,7-мм пулеметами «Викерс».
Mk III — 80, мог нести более тяжёлые бомбы и имел гидравлически управляемый бомбовый люк. Носовая турель была заменена на механизированную «Нэш и Томсон» и добавлена убирающаяся нижняя турель с двумя 7,7- мм пулеметами «Браунинг»
Mk IV — 33, улучшенные дальность и бомбовая нагрузка. Установлены двигатели Merlin IV мощностью 1030 л. с., первый полет в апреле 1939 г. Для улучшения обзора была установлена прозрачная панель снизу носовой части фюзеляжа. Для увеличения дальности полета установлены два дополнительных топливных бака, общий запас топлива составил 3205 л. В хвостовой части была установлена кормовая механизированная турель с четырьмя 7,7-мм пулеметами «Браунинг».
Mk IVA — 7 самолетов с двигателями Merlin X мощностью по 1145 л. с.
Mk V — 1466 самолетов, основной тип времён войны, усовершенствованный по сравнению с более ранними модификациями. Двигатели Merlin X мощностью по 1145 л. с. Изменена конструкция килей. Для обеспечения лучшей зоны обстрела кормовому стрелку, на 0,38 м увеличилась ширина задней части фюзеляжа. На передних кромках крыла были установлены резиновые противооблединители. Запас топлива был увеличен до 3805 л, а с подвесными баками в бомбоотсеках до 4405 л.
Mk VI — остался в планах. Проектировался под двигатели «Пратт-Уитни»
Mk VII — 146 самолетов, специализирован для морских патрулей, борьбы с немецкими кораблями и подводными лодками. Для увеличения дальности полета до 3701 км были установлены дополнительные топливные баки в бомбоотсеке и задней части фюзеляжа общей емкостью до 5001 л. На верхней части фюзеляжа были установлены обзорные антенны РЛС. Несколько самолетов «Уитли» MK V были переоборудованы в эту модификацию.

## Тактико-технические характеристики

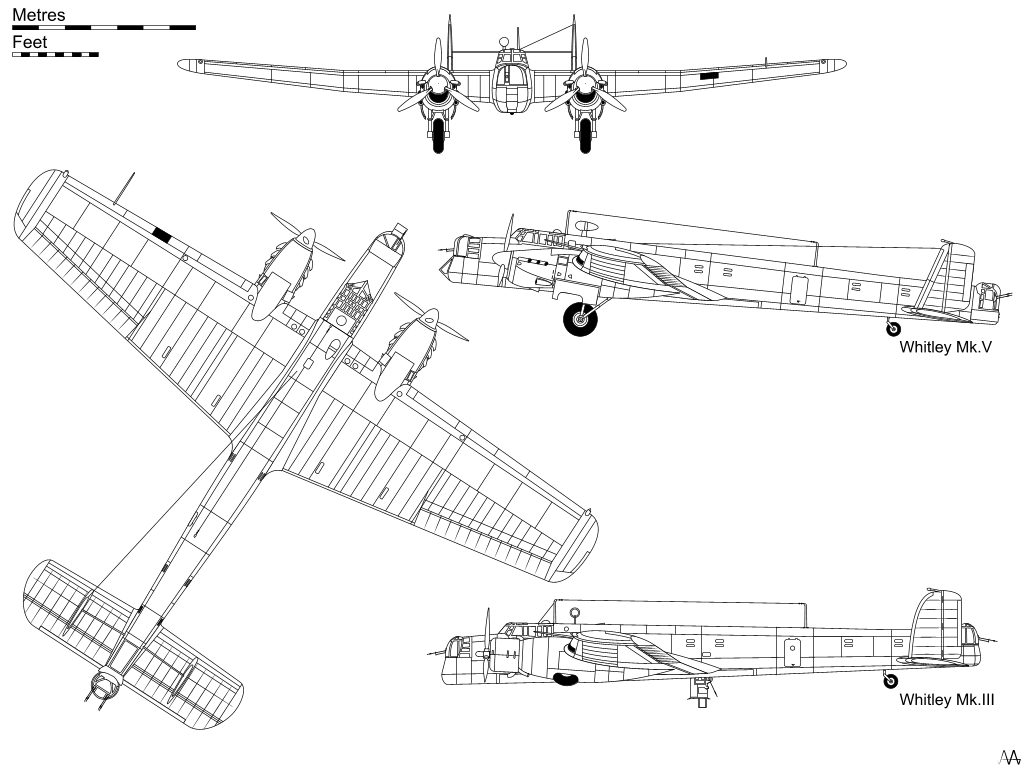
Схема бомбардировщика.

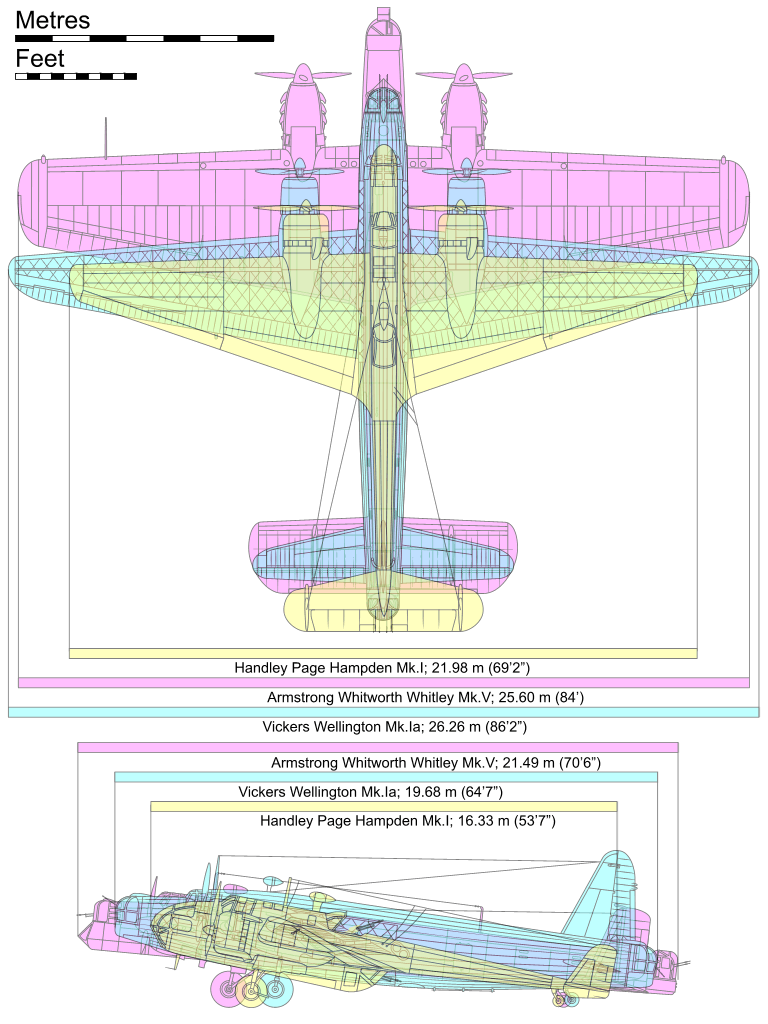
Сравнительные размеры трех британских двухмоторных бомбардировщиков начального периода войны — Хендли Пейдж Хемпден, Виккерс Веллингтон и Армстронг Уитворт Уитли (выделен розовым цветом)

Приведены данные модификации Whitley V.
Источник данных: Moyes, 1967, p. 16.

Технические характеристики
- Экипаж: 5
- Длина: 21,49 м
- Размах крыла: 25,6 м
- Высота: 4,572 м
- Площадь крыла: 105,72 м²
- Коэффициент удлинения крыла: 6,18
- Масса пустого: 8777 кг
- Максимальная взлётная масса: 15195 кг
- Силовая установка: 2 × жидкостного охлаждения Rolls-Royce Merlin X
- Мощность двигателей: 2 × 1075 л. с. (2 × 791 кВт)

Лётные характеристики
- Максимальная скорость: 370 км/ч на высоте 5000 м
- Крейсерская скорость: 338 км/ч на высоте 4572 м
- Практическая дальность: 2414 км
- Перегоночная дальность: 3862 км на 3658 м
- Практический потолок: 7925 м
- Скороподъёмность: 4,06 м/с
- Время набора высоты: 4572 м за 16 мин
- Нагрузка на крыло: 143 кг/м²
- Тяговооружённость: 112 Вт/кг

Вооружение
- Стрелково-пушечное:  
  - 1 × 7,7 мм пулемёт Виккерс К в носу
  - 4 × 7,7 мм пулемёта Браунинг в хвостовой установке
- Боевая нагрузка: 3344 кг